# روبين مينو
روبين مينو بيرالتا (بالإسبانية: Rubén Miño Peralta) (مواليد 18 يناير 1989 في كورنيلا دي يوبريغات في إسبانيا) لاعب كرة قدم إسباني يلعب حاليا لصالح نادي الدرجة الأولى برشلونة الإسباني منذ 2004 في مركز حارس مرمى .

## روابط خارجية
- روبين مينو على موقع قاعدة بيانات كرة القدم.إي يو (الإنجليزية)
- روبين مينو على موقع Soccerway.com (الإنجليزية)
- روبين مينو على موقع عالم كرة القدم.نت (الإنجليزية)
- روبين مينو على موقع AS.com (الإسبانية)